# Selene orstedii
Selene orstedii is een  straalvinnige vissensoort uit de familie van de horsmakrelen (Carangidae). De wetenschappelijke naam van de soort werd in 1880 gepubliceerd door Christian Frederik Lütken.
De soort staat op de Rode Lijst van de IUCN als niet bedreigd, beoordelingsjaar 2008.